# Hapeville
Hapeville város az USA Georgia államában, Fulton megyében. Lakosainak száma 6553 fő (2020. április 1.).

## Népesség
A település népességének változása:
| Lakosok száma | 79   | 6373 | 6553 |
|               | 1880 | 2010 | 2020 |